# Olios suavis
Olios suavis är en spindelart som först beskrevs av O. Pickard-Cambridge 1876.  Olios suavis ingår i släktet Olios och familjen jättekrabbspindlar. Inga underarter finns listade i Catalogue of Life.